# Joop Leidekker
Jochem (Joop) Leidekker (Almelo, 13 oktober 1951) is een Nederlands voormalig voetballer die als aanvaller speelde. Tegenwoordig is hij fysiotherapeut en was in die hoedanigheid ook werkzaam bij Heracles.

## Statistieken
| Seizoen | Club       | Land      | Competitie     | Wed. | Goals |
| ------- | ---------- | --------- | -------------- | ---- | ----- |
| 1970/71 | Heracles   | Nederland | Eerste divisie | –    | 10    |
| 1971/72 | Heracles   | Nederland | Eerste divisie | –    | 12    |
| 1972/73 | NEC        | Nederland | Eredivisie     | 2    | 0     |
| 1973/74 | NEC        | Nederland | Eredivisie     | 3    | 0     |
| 1974/75 | PEC Zwolle | Nederland | Eerste divisie | –    | 5     |
| 1975/76 | PEC Zwolle | Nederland | Eerste divisie | –    | 0     |
| Totaal  | Totaal     | Totaal    | Totaal         | –    | 27    |